# Björn Ferry
Björn Ferry (Stensele, 1 augustus 1978) is een Zweedse biatleet.
Hij behaalde bij de wereldkampioenschappen van 2007 de gouden medaille op de gemengde estafette.
Met het Zweedse mannenestafetteteam behaalde hij ook al een wereldbekeroverwinning.
Zijn eerste individuele wereldbekerzege behaalde Ferry in het seizoen 2007/2008, hij was de beste bij de achtervolging in Antholz.

## Belangrijkste resultaten

### Wereldkampioenschappen
| Jaar | Plaats                     | Resultaten |
| ---- | -------------------------- | --- |
| 2003 | Chanty-Mansijsk            | 32ste 20 km individueel 43ste 10 km sprint 36ste 12,5 km achtervolging 7de 4 x 7,5 km estafette                                                |
| 2004 | Oberhof                    | 31ste 20 km individueel DNF 10 km sprint 6de 4 x 7,5 km estafette                                                                              |
| 2005 | Hochfilzen Chanty-Mansijsk | 52ste 20 km individueel 17de 10 km sprint 16de 12,5 km achtervolging 18de 15 km massastart 7de 4 x 7,5 km estafette 13de gemengde estafette    |
| 2007 | Antholz                    | 14de 20 km individueel · 4de 10 km sprint · 22ste 12,5 km achtervolging · 15de 15 km massasart · 7de 4 x 7,5 km estafette · gemengde estafette |
| 2008 | Östersund                  | 15de 10 km sprint 18de 12,5 km achtervolging 27ste 20 km individueel 9de 15 km massastart 6de 4x7,5 km estafette 4de gemengde estafette        |
| 2009 | Pyeongchang                | 40ste 10 km sprint 31ste 12,5 km achtervolging 9de 4 x 7,5 km estafette                                                                        |

### Olympische Winterspelen
| Jaar | Plaats         | Resultaten |
| ---- | -------------- | --- |
| 2002 | Salt Lake City | 38ste 20 km individueel 17de 10 km sprint 24ste 12,5 km achtervolging 14de 4 x 7,5 km estafette                      |
| 2006 | Turijn         | 28ste 20 km individueel 13de 10 km sprint 25ste 12,5 km achtervolging 18de 15 km massastart 4de 4 x 7,5 km estafette |
| 2010 | Vancouver      | 8ste 10 km sprint · 12.5 km achtervolging                                                                            |

### Wereldbeker
Eindklasseringen
| Seizoen   | Algemeen | Individueel | Sprint | Achtervolging | Massastart |
| --------- | -------- | ----------- | ------ | ------------- | ---------- |
| 2001/2002 | 36e      |             |        |               |            |
| 2002/2003 | 56e      |             |        |               |            |
| 2003/2004 | 45e      |             |        |               |            |
| 2004/2005 | 21e      |             |        |               |            |
| 2005/2006 | 25e      |             |        |               |            |
| 2006/2007 | 7e       |             |        |               |            |
| 2007/2008 | 6e       |             |        |               |            |
| 2008/2009 | 9e       |             |        |               |            |